# شرطة أرض الصومال
قوات الشرطة الصوماليلاندية أو قوات الشرطة أرض الصومال؛ (بالصومالية: Ciidanka Booliska Somaliland)‏ (CBJSL) هي قوة الشرطة الوطنية والوكالة الرئيسية لإنفاذ القانون المدني في أرض الصومال. كما هو الحال مع معظم قوات الشرطة الأخرى في العالم، تشمل واجباتها مكافحة الجريمة، ومراقبة المرور، والحفاظ على السلامة العامة، ومكافحة الإرهاب. وهي من اختصاص وزير الأمن العام. شرطة أرض الصومال هي هيئة مسؤولة عن إنفاذ القانون في جمهورية أرض الصومال.

## نظرة عامة
تخضع شرطة أرض الصومال لوزير الداخلية. كما تعمل بشكل وثيق مع إدارة التحقيقات الجنائية والجيش. وتأسست القوة عام 1993 منبثقة عن الحركة الوطنية الصومالية التي حررت البلاد من نظام الدكتاتور سياد باري في الصومال. وتنقسم وفقا لكل منطقة من المناطق الإدارية أرض الصومال: جابيلي، وقويي جالبيد، الساحل، أودال، توغدير، طالح، سناج، سول، الصومال وحوض. لكل منطقة قائد شرطة وضباط مفوضون. الشرطة مكلفة بإجراء التحقيقات الجنائية، والدوريات، وإدارة المرور. كما يوجد عدد قليل من أفراد مكافحة الشغب. بالإضافة إلى ذلك، فإن وحدة الحماية الخاصة (SPU) المدربة في بريطانيا مكلفة بحماية القادة والشخصيات الأجنبية. في عام 2005، تلقت القوات المسلحة والشرطة 15 بالمائة من ميزانية أرض الصومال. ذهب معظم هذه الأموال إلى الرواتب والمخصصات.
أشارت تقارير حقوق الإنسان الصادرة عن وزارة الخارجية الأمريكية لعام 2010 في الصومال إلى أن شرطة أرض الصومال كانت تحت السيطرة المدنية بقوة، ولم ترتكب أي عمليات قتل غير قانونية (بما في ذلك المتظاهرين)، ولم تكن تقوم باعتقالات تعسفية أو سياسية، ولم تكن تمارس التعذيب أو الاغتصاب (لكن لم يتخذوا إجراءات توجيهية ضد الأشخاص الذين كانوا كذلك). وأشار التقرير إلى أن السجون تتحسن بسبب إشراف الأمم المتحدة. تم احتجاز نصف السجناء الـ 765 في سجن مانديرا بناء على أوامر من لجان الأمن الإقليمية أو المحلية.

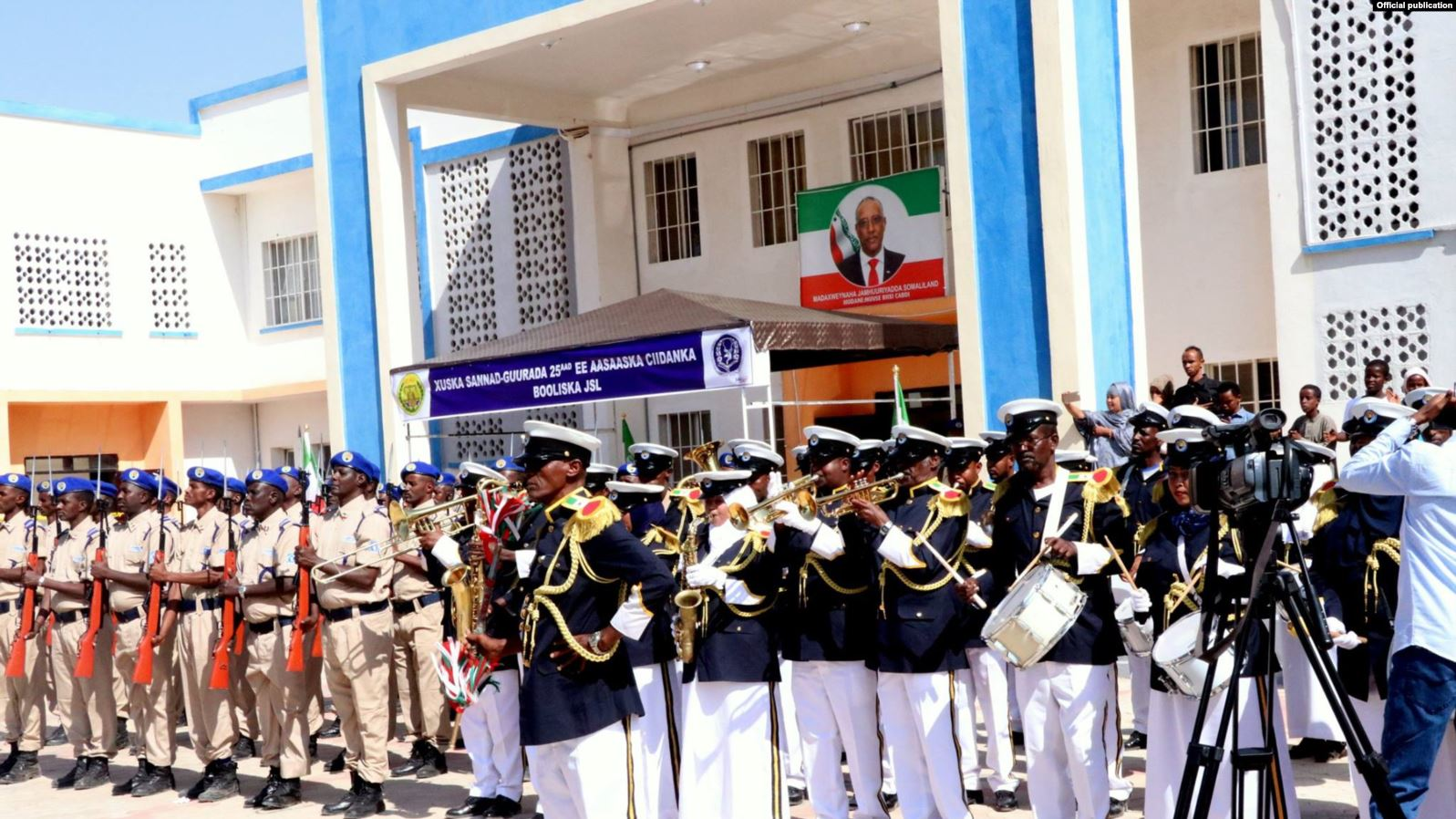
موكب الذكرى الخامسة والعشرين للشرطة

مفوض شرطة صوماليلاند هو اللواء محمد عدن سقاضي. حل محل عبد الله فضل إيمان. نائب مفوض شرطة صوماليلاند هو عبد الرحمن لبنان.

## الإدارات
اعتبارًا من عام 2003، كان هناك ثمانية مراكز شرطة و 24 مركزًا للشرطة في هرجيسا.
- وحدة الشرطة الخاصة (SPU) وإدارة التحقيقات الجنائية (CID).[6][9]
- على الرغم من وحدة الشرطة الخاصة (SPU)، دربت حكومة أرض الصومال ما يقرب من 70 جنديًا كوحدة استجابة سريعة (RRU)، [10] أنهوا تدريب الفريق الثاني، حوالي 100 جندي، في 14 مارس 2013. تم تدريب وحدة الاستجابة السريعة على الاستجابة للطوارئ، بما في ذلك الأعمال الإرهابية وإطلاق النار والإسعافات الأولية والحماية.[11]

منذ عام 2010 على الأقل، يعمل برنامج الأمم المتحدة الإنمائي على إصلاح وتدريب قوة شرطة صوماليلاند. في عام 2010 كانوا يبذلون أيضًا جهدًا لمواءمة / دمج الشرطة البحرية مع الشرطة المدنية.

## وحدات الخط
بسبب نقص الأموال وحظر الأسلحة المفروض على الصومال ككل، فإن الأسلحة التي تستخدمها شرطة صوماليلاند تخص الأفراد أنفسهم. قبل الانضمام إلى الجيش، يتعين على كل من المقاتلين السابقين والمجندين الجدد الإبلاغ عن عملية تجنيد بأسلحتهم. لوحظت عملية مماثلة في القوات المنضبطة الأخرى، بما في ذلك الشرطة.

## المنشآت
أكاديمية مانديرا أو مانديرها 

## عمليات النشر
- مايو 2008 - انفجارات متزامنة في هرجيسا استهدفت برنامج الأمم المتحدة الإنمائي، ولجنة انتخابات أرض الصومال، والسفارة الإثيوبية، وكذلك مكاتب إدارة بونتلاند في بوساسو، مما أسفر عن مقتل 20 شخصًا وإصابة 37 آخرين. في 28 مايو، استدعت محكمة إقليمية في هرجيسا 11 مشتبهاً بهم في الهجوم. في يوليو / تموز، برأت المحكمة تسعة من المشتبه بهم لعدم كفاية الأدلة وحكمت على اثنين آخرين بالسجن 18 شهرا لكل منهما لعرقلة سير العدالة. كما أصدرت المحكمة أحكاماً غيابية بالإعدام على خمسة مشتبه بهم هاربين. في 16 سبتمبر / أيلول، اعتقل الأمن في أرض الصومال بعد أن أفرجت عنه المحكمة العليا، وهو أحد العقول المدبرة المشتبه بهم الذين حُكم عليهم بالإعدام شنقاً ؛ وظل رهن الاحتجاز في انتظار تنفيذ الحكم.[4]
- سبتمبر / أيلول 2009 - اعتقلت سلطات أرض الصومال واحتجزت أكثر من 100 شخص، من بينهم العديد من قادة المعارضة، بعد مقتل أربعة أشخاص خلال مظاهرات في هرجيسا.
- 19 حزيران (يونيو) 2011- مقتل «جنديين» في تفجير استهدف مركز شرطة في لاس عنود بمنطقة سول.[15]
- 27 أكتوبر / تشرين الأول 2011 - أدانت الشرطة من قبل الاتحاد الوطني للصحفيين الصوماليين (NUSOJ) لضربها صحفي في هرجيسا في وضح النهار، بدعوى التقاط عدة صور.[16]
- 27 نوفمبر 2011 - مقتل قائد وحدة التحقيق المركزية في سول محمود محمد حرسي في لاس عنود. كما أصيب نائبه عرب ورسامي بجروح.[17]